# Піїсі
Піїсі (ест. Piisi) — село в Естонії, входить до складу волості Антсла, повіту Вирумаа.